# 陆开明
陆开明（?—?），北齐、北周、隋朝官员。
陆开明在北齐官至通直散骑侍郎。北齐后主时，祖珽奏立文林馆，陆开明应召入为文学士。北周建德六年（577年），周武帝率军攻下邺城，北齐灭亡。陆开明和阳休之、袁聿修、李祖钦、元修伯、崔达拏、源彪、李若、李元操、卢思道、顏之推、李德林、陆乂、薛道衡、元行恭、辛德源、王劭、司马幼之等十八人随周武帝西行入长安。在隋朝，太子杨勇好学，引明克让、姚察、陆开明等人为宾友。陸開明、宇文愷作《東宮典記》七十卷。